# Page dominicale

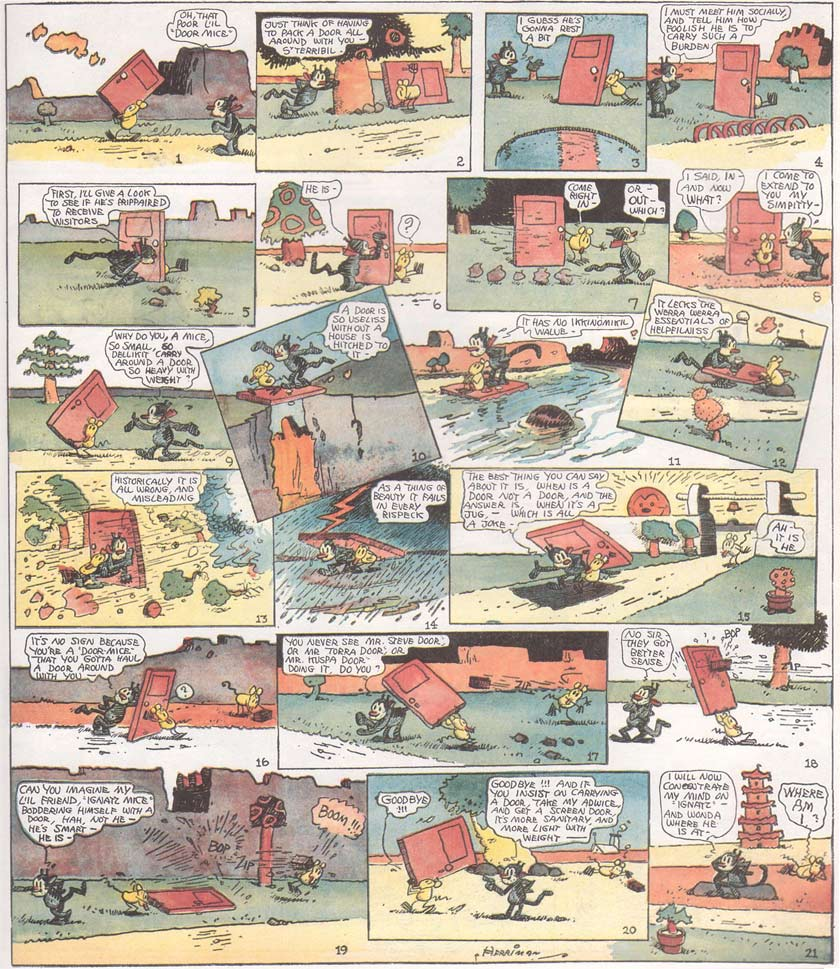
George Herriman, page dominicale du 22 janvier 1922 de Krazy Kat.

La page dominicale ou planche dominicale (anglais : Sunday page, Sunday strip ou Sunday funnies) est un format de publication de bande dessinée apparu dans les suppléments dominicaux illustrés de la presse américaine (Sunday comics) à la fin des années 1890. Il s'agit d'une planche ou d'une demi-planche en couleur. 
La première série de bande dessinée de la sorte est Hogan's Alley de Richard Felton Outcault, texte illustré apparu en 1894 qui devient progressivement une bande dessinée au cours des mois suivants. Son succès conduit à l'apparition d'autres séries de bande dessinée : Pim, Pam et Poum de Rudolph Dirks en 1897, Happy Hooligan de Frederick Burr Opper en 1900 ou Little Nemo de Winsor McCay en 1905, etc. 
À partir du début du XXe siècle, les séries de bandes dessinées américaines ont également été publiées quotidiennement sous forme d'une seule bande de quelques cases en noir et blanc, le daily strip. L'association de ces bandes quotidiennes au page du dimanche est alors devenu le mode de publication traditionnel des comic strips les plus populaires. Les pages dominicales, qui sont parfois accompagnée d'un strip secondaire du même auteur, le topper, n'ont pas forcément de rapport avec les strips quotidiens.
Les suppléments illustrés dominicaux fréquents dans la presse francophone européenne n'ont généralement pas mené à ce type d'association de format pour une même série.